# (32248) 2000 OV44
2000 OV44 (asteroide 32248) é um asteroide da cintura principal. Possui uma excentricidade de 0.14869740 e uma inclinação de 12.17504º.
Este asteroide foi descoberto no dia 30 de julho de 2000 por LINEAR em Socorro.